# Sophie Hicks
Pour les articles homonymes, voir Hicks.
Sophie Hicks est une journaliste britannique de mode et une architecte notoire dans le domaine des boutiques de mode. 

## Biographie

### Mode
Née à Londres en 1960, elle commence à travailler à dix-sept ans comme rédactrice de mode, invitée par le magazine Harpers & Queen’s. Par la suite, elle intègre le Vogue britannique alors tenu par Grace Coddington, puis, après son départ du Vogue en 1986, le magazine Tatler.
Quittant la presse, elle travaille pendant deux ans pour « organiser et styliser » une série de photographies pour Azzedine Alaïa qu'elle connait depuis le début des années 1980. Ce travail donne lieu à la publication d'un ouvrage.

### Architecte
À 26 ans, après neuf ans passés dans la  mode qu'elle voit, dit-elle, tourner en rond, elle change de cap, : « J'aime bien vivre des expériences nouvelles et différentes, et j'aime bien prendre des risques » explique-t-elle.
Elle s'inscrit à la fin des années 1980, puis est diplômée en 1993 de l'Architectural Association et devient architecte agréée l'année suivante. Entre-temps elle fonde son agence en 1990, étant encore étudiante. Elle travaille surtout sur des projets résidentiels avec un style qualifié de « discret, sobre et durable ».
Mais loin de quitter la mode, son premier client est le styliste Paul Smith. En 2002 elle dessine la boutique Chloé de Sloane Street à Londres, pour laquelle elle collabore avec Phoebe Philo pour le design du lieu,. Elle réalise en 2008 la boutique parisienne de 600 m2, inspirée « de l'esthétique japonaise traditionnelle » pour le créateur Yohji Yamamoto, qu'elle connait pour avoir vu ses défilés à Paris lorsqu'elle était journaliste,,. Elle dessine en 2015 un point de vente à la décoration minimaliste pour la marque suédoise Acne en Corée, dans le quartier des boutiques de luxe, puis travaille sur la boutique des produits de beauté Grown Alchemist en Australie en 2019.
Elle a trois enfants, Arthur, Olympia Campbell (en) et Edie Campbell,. Elle travaillera pour cette dernière comme architecte, concevant sa maison. Elle est également « examinatrice externe » pour l'Architectural Association et scénographe d'expositions.